# Il ponte (film 1959)
Il ponte (Die Brücke) è un film del 1959 diretto da Bernhard Wicki. Fu candidato all'Oscar al miglior film straniero.

## Trama
Verso la fine dell'aprile 1945 le divisioni corazzate del generale Patton dilagano senza trovare resistenza nella fertile pianura germanica. La vicenda si svolge in un villaggio bavarese, ormai popolato solo da donne, vecchi e bambini. Sette ragazzi della stessa classe, tutti cresciuti sotto la propaganda nazista e fieri patrioti, trascorrono le loro giornate tra le lezioni di inglese, i commenti alle notizie dal fronte e le loro attività collettive, come costruire una barca insieme al loro professore. I sette sono tutti di estrazioni sociali e contesti familiari diversi: Walter è il figlio del capo del partito nazista locale e litiga con lui per la sua scelta di far partire sua moglie per avere campo libero con le sue amanti; Jürgen è il figlio di un ufficiale ucciso e di una ricca proprietaria terriera ed è il più desideroso di partire per il fronte ed emulare le gesta del padre; Sigi è il più debole e basso del gruppo e viene per questo spesso preso in giro dai compagni, vivendo con la madre apprensiva; Klaus è innamorato della compagna Francisca, unica femmina del gruppo di amici, e le regala un prezioso orologio; Karl è un ragazzo chiuso e facile al litigio che scopre sconvolto una relazione del padre, invalido di guerra, con una donna molto più giovane di cui egli stesso era segretamente innamorato; infine Hans vive ospite a casa dell'amico Albert ed è il più responsabile del gruppo, agendo come un leader.
A causa della penuria di soldati, vengono convocati tutti gli uomini disponibili per un'improbabile resistenza agli americani. I sette vengono arruolati e sono entusiasti di poter dimostrare il loro valore al fronte: solo Karl inizialmente cerca di imboscarsi, salvo ripensarci dopo aver abbandonato la propria casa, mentre Jürgen riceve dalla madre la pistola del padre, Klaus dice addio a Francisca e Hans promette alla madre di Albert di proteggerlo. Il loro professore di inglese, un pacifista convinto dell'inutilità della guerra, supplica il comandante del loro battaglione, un ex insegnante, di non mandare al fronte i ragazzi. Così, mentre il resto della compagnia parte di notte verso il fronte sempre più vicino, il capitano ordina al sergente veterano Hyman di guidare i sette in una missione completamente inutile: proteggere un ponte ai margini del villaggio che dovrà ugualmente essere abbattuto.
Inizialmente abbattuti per l'assenza di azione, i giovani soldati presidiano il ponte (luogo in cui passavano i loro pomeriggi in una casa sull'albero) sotto la guida di Hyman: quest'ultimo torna in città per prendere premurosamente del cafè, ma viene scambiato per un disertore e fucilato dalla polizia militare. Senza più una guida, i sette vengono avvicinati da un vecchio che tenta invano di convincerli della futilità della loro impresa, invitandoli ad andare a casa. Dopo averlo scacciato i ragazzi vedono arrivare una carovana di soldati feriti e in fuga ed iniziano a spaventarsi: qualcuno propone di tornare a casa, ma Jürgen e Hans convincono il gruppo a rimanere ai posti.
Al mattino il ponte viene attaccato da un aereo americano: Sigi, che in precedenza si era gettato a terra alla vista del velivolo ed era stato per questo accusato di vigliaccheria, decide di rimanere allo scoperto venendo crivellato di colpi. Confusi e sconvolti dalla morte del loro amico, i ragazzi vengono immediatamente attaccati da un convoglio composto da tre carri armati americani. Ignorando i piani della polizia militare, decisa a far passare i nemici per poi abbattere il ponte, i giovani soldati si lanciano in una sanguinosa quanto inutile resistenza che porta alla morte di quattro di loro: Jürgen viene ucciso da un cecchino dopo aver invano provato a sparare con la pistola di suo padre, Walter dopo aver distrutto un carro nemico provoca accidentalmente un'esplosione in cui muoiono lui e il vecchio che aveva cercato di avvisare i ragazzi, Karl viene colpito dopo aver ucciso un soldato americano che li aveva invitati alla resa e Klaus, sconvolto dalla sua morte, si getta verso il nemico.
Dopo la ritirata degli americani, i superstiti Hans e Albert vengono raggiunti da tre soldati che li rimproverano per la battaglia distruttiva che hanno provocato e iniziano a minare il ponte. Sconvolti per le morti inutili dei loro amici e ormai decisi a proteggere ad ogni costo il posto, i due uccidono uno dei soldati e scacciano gli altri, ma nello scontro Hans viene ferito mortalmente. Dopo aver cercato invano di salvare l'amico, Albert lascia attonito il ponte tornando al villaggio.

## Riconoscimenti
- 1960 - Golden Globe
  - Miglior film straniero
- 1961 - National Board of Review Award
  - Miglior film straniero
- 1960 - Premio Oscar
  - Candidatura all'Oscar al miglior film straniero
- 1960 - Semana Internacional de Cine de Valladolid
  - Espiga de plata